# 堆有序
当一颗二叉树的每个结点都大于等于它的两个子结点时，它被称之为堆有序。相应地，在堆有序的二叉树中，每个结点都小于等于它的父结点（如果有的话）。从任意结点向上，我们都能得到一列非递减的元素；从任意结点向下，我们都能得到一列非递增的元素。特别地：根结点是堆有序的二叉树中最大的结点。